# A Hungarista Mozgalom jelképei
Ez a lap a Szálasi Ferenc nevével fémjelzett Hungarista Mozgalom, ill. a mozgalom különböző politikai formációinak jelképeit ismerteti.

A legismertebb hungarista jelkép, a nyilaskereszt

A Hungarista Mozgalom jelképei közül önkényuralmi jelképnek minősülnek Magyarországon azok, amelyek nyilaskeresztet vagy a nácik által használt horogkeresztet tartalmaznak.

## A nyilaskereszt

### A jelkép eredete

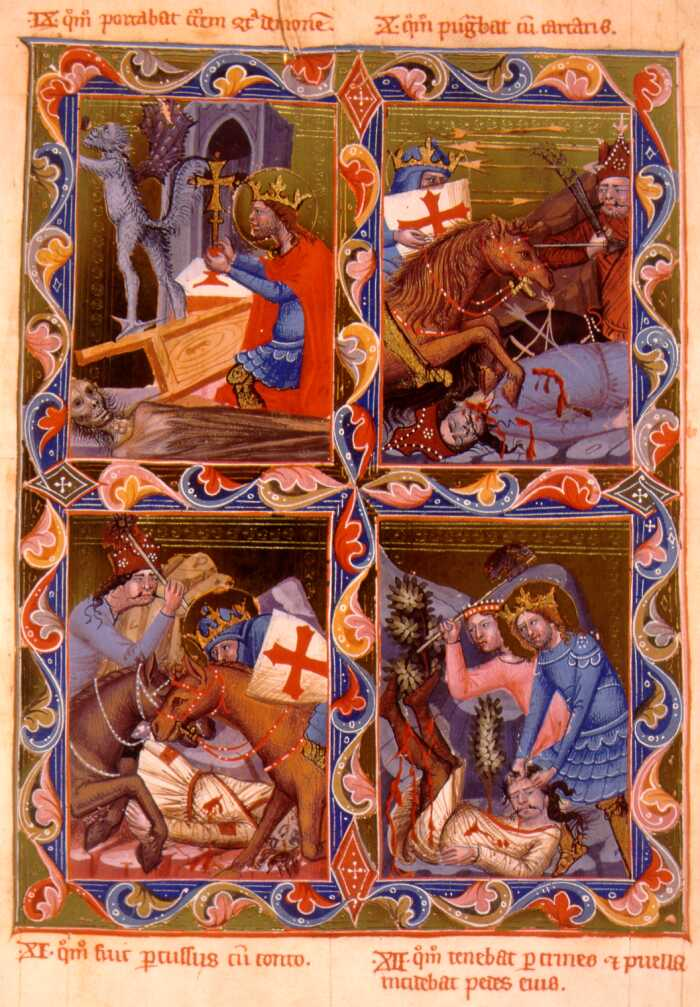
Szent László hadi felszerelésben a Magyar Anjou Legendáriumegy lapján

A nyilaskereszt a nyilasok szerint Szent László király hadijelvénye volt. Keresztes-Fischer Ferenc  belügyminiszter a 145000/1933. számú BM (1933. 09. 06.) rendelettel betiltotta a horogkereszt bárminemű használatát magyar állampolgárok számára arra hivatkozva, hogy az egy idegen államnak, Hitler Németországának a (Harmadik Birodalom) felségjelzése lett. Ezután Böszörmény pártjának a jelképe a zöld kaszáskereszt, Meskó pártjáé pedig a zöld nyilaskereszt lett. A kaszáskereszt a mozgalom agrár jellegére utalt, a nyilaskereszt pedig Szent László hadijelvényének modernebb változata lett. Ezután terjedt el a „kaszások”, ill. „nyilasok” kifejezés.
Így a nyilasok számára a jel egyrészt kifejezte a „lovagkirály” szellemiségével való jogfolytonosságot, másrészt utalt a kalandozó magyarságra is, kiknek nyilaitól rettegett Európa minden szeglete. A nyilaskereszt utalás volt még arra - a „turáni”, íjat használó népek körében (például hunok, mongolok) általánosan megfigyelhető szimbolikára, - hogy a szakrális világkirály (törzsfő, fejedelem) vertikálisan Istennel köti össze a népét, ugyanakkor horizontálisan a négy égtáj felé feszülve „a világföldet a világtengerig” meghódítja majd kibékíti önmagában. Ennek maradványa volt a magyar király koronázásakor a „királydombra” fölvágtató király általi „négy vágás”, suhintás a négy égtáj a négy „világirány” felé, de ez kötődik Attila hun királynak az „Isten kardja” elnevezéséhez is.

### A jelkép hungarista története

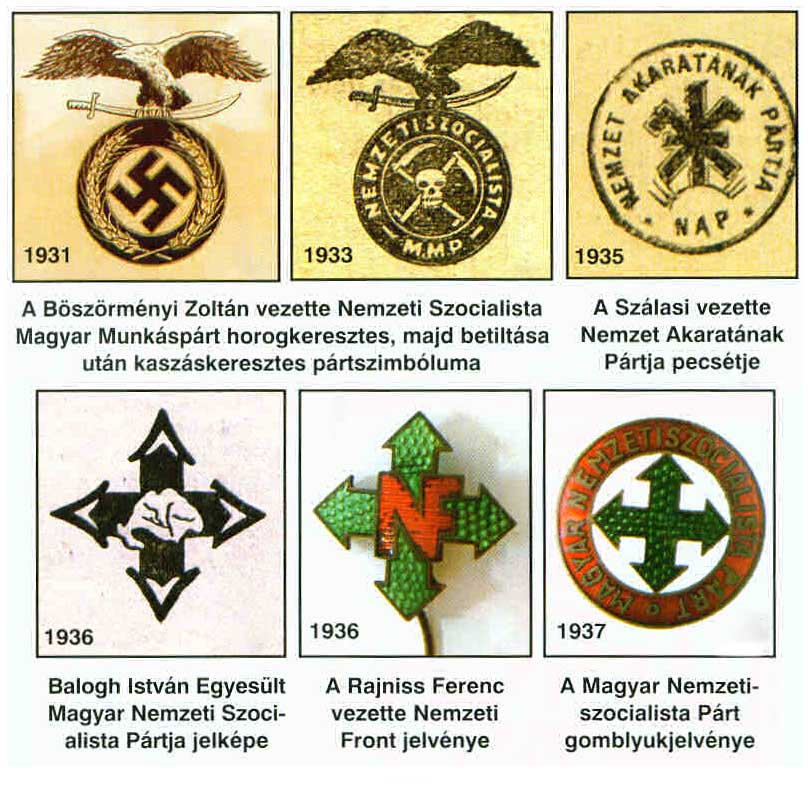
Nyilas logók

#### 1935–1937
Egy anekdota szerint amikor Pálffy Fidél gróf pártalapítási kérelmet nyújtott be Keresztes-Fischer belügyminiszternek, ez utóbbi a kérelemben szereplő nyilvánvalóan náci attribútumok (barna ing, vörös karszalag fehér körrel, a körben fekete horogkereszttel) miatt nem akarta megadni az engedélyt. „Helyes – mondta Pálfy Fidél – akkor az ing nem barna lesz hanem zöld, a karszalag nem tiszta vörös lesz hanem Árpád-sávos, és a kereszt nem horgokban hanem nyílhegyekben fog végződni!” E változat szerint, állítólag így születtek a nyilas jelképek.
Az első politikai alakulat (Nemzet Akaratának Pártja, 1935–1937), nem vette át a különböző magyar nemzetiszocialista kezdemények által már 1933-tól használt zöld nyilaskeresztet, mivel Szálasi egy önálló, sajátosan magyar eszmerendszert dolgozott ki. Ez az ő megfogalmazása szerint a „nemzetiszocialista korszellem magyar gyakorlata”, s nem egyszerű kópiája a sajátosan német jellegű nemzetiszocializmusnak, avagy a sajátosan olasz jellegű fasizmusnak.
Szálasi a „HIT” szó betűiből alakított rovásjelképet használta, ezzel is kifejezve a sajátosan magyar jelleget.

#### 1937-től
A különböző pártok az egyesüléseik után már egységesen a nyilaskeresztet használták, de annak közepére egy fehér „H” betű került. Később bevezették az ún. „Árpád-sáv” használatát is.

## Az Árpád-sáv

### A jelkép eredete
Az Árpád-ház dinasztikus jelképének legrégebbi biztos címerábrázolása I. Imre magyar királynál (uralkodott 1196–1204) tűnik fel. Szent István (uralkodott 1000–1038) pénzein is már látható egy sávozott zászló, méghozzá egy „királyi lándzsa” (LANCEA REGIS) körfelirattal. Ez a korábban a királykoronázáskor használt lándzsára utal, amelyen egy sávozott zászló található. A sávok száma koronként különböző volt (7 és 12 között változott), mígnem a 16. századra állandósult nyolcban. Előfordult, hogy feliratokkal, ill. a korai időkben oroszlánokkal (királyi jelkép) díszítették. A kettőskeresztes címerrel egyesített ábrázolásban jelképezheti a Krisztus jobb oldalából feltörő vért és vizet, amely az Egyház szentségeit jelképezi (elsősorban a keresztséget és az Eucharisztiát). Werbőczy István 1514-es Hármaskönyvének (Tripartitum) allegorikus magyarázata szerint a sávozás „a négy ezüstös folyót” (Duna, Tisza, Száva, Dráva) jelképezi, így „Alsó-Magyarország” területét, míg a címerpajzs másik oldala a „három hegyen” (Tátra, Fátra, Mátra) fölépülő Apostoli Királyságot (kettős kereszt), illetve „Felső-Magyarország” területét. Ez utóbbi inspirálta a szlovákság, majd később Szlovákia címerének a kialakulását.
Az Árpád-sáv önmagában sohasem volt hungarista jelkép, csak nyilaskereszttel kiegészülve, valamint a mai Árpád-sávos zászlók 8 sávjával szemben 9 sávból állt a hungarista változat.

## Zászlók

Hungarista zászló
Hungarista zászló sávokkal
Hungarista zászló sávokkal, H betűvel